# Alexandre Jankewitz
Alexandre Tounde Dimitri Jankewitz (Vevey, Suiza, 25 de diciembre de 2001) es un futbolista suizo que juega en la demarcación de centrocampista para el F. C. Winterthur de la Superliga de Suiza.

## Biografía
Tras formarse en las filas inferiores del Southampton F. C., finalmente en la temporada 2020-21 ascendió al primer club, haciendo su debut el 19 de enero de 2021 en un encuentro de la FA Cup contra el Shrewsbury Town F. C., con un resultado de 2-0. En julio de ese mismo año abandonó el club y firmó por cuatro temporadas con el B. S. C. Young Boys. Tras seis meses en el equipo se fue cedido al F. C. St. Gallen. Lo mismo ocurrió las siguientes dos campañas, siendo el F. C. Thun y el F. C. Winterthur sus destinos.

## Estadísticas

### Clubes
| Club                         | Div.          | Temporada     | Liga  | Liga  | Copas nacionales | Copas nacionales | Torneos internacionales | Torneos internacionales | Total | Total |
| Club                         | Div.          | Temporada     | Part. | Goles | Part.            | Goles            | Part.                   | Goles                   | Part. | Goles |
| ---------------------------- | ------------- | ------------- | ----- | ----- | ---------------- | ---------------- | ----------------------- | ----------------------- | ----- | ----- |
| Southampton F. C. Inglaterra | 1.ª           | 2020-21       | 2     | 0     | 1                | 0                | 0                       | 0                       | 3     | 0     |
| Southampton F. C. Inglaterra | Total club    | Total club    | 2     | 0     | 1                | 0                | 0                       | 0                       | 3     | 0     |
| Total carrera                | Total carrera | Total carrera | 2     | 0     | 1                | 0                | 0                       | 0                       | 3     | 0     |